# María Helena Díaz
María Helena Díaz Pérez (Santa Rosa de Osos, 1955-Medellín, 28 de julio de 1989) fue una jueza colombiana, asesinada por el Cartel de Medellín.

## Biografía
Nacida en Santa Rosa de Osos (Antioquia), era la segunda de once hermanos. Realizó estudios como abogada en la Universidad de Medellín. Ejerció como jueza: primero en los municipios de Angelópolis, Andes y El Santuario, y como jueza tercera de orden público en Medellín.
En ese momento investigaba los casos de las masacres de las fincas bananeras de Honduras y La Negra, ocurridas el 4 de marzo de 1988 en el corregimiento Currulao, de Turbo (Antioquia), que dejaron como víctimas a 20 trabajadores, en su mayoría miembros del Sindicato de Trabajadores Agrarios, y que le habían sido originalmente asignados a Martha Lucía González Rodríguez, cuyo padre Álvaro González fue asesinado y fue exiliada. Producto de estas masacres en Urabá, en julio de 1991 fueron condenados a 20 y 30 de cárcel los paramilitares Ricardo Rayo, Mario Zuluaga Espinal, Henry Pérez y Fidel Castaño. Además investigaba casos de lavado de dinero, contra Pablo Escobar del Cartel de Medellín.

## Asesinato
Fue asesinada por tres sicarios que interceptaron su vehículo, cuando se dirigía a su casa, junto a dos de sus escoltas: Alfonso de Lima y Dagoberto Rodríguez, el chofer y otro escolta, quedaron heridos. Su muerte no se esclareció, el juez que investigaba el caso fue amenazado y exiliado, no se determinó quienes fueron los autores materiales, se maneja la versión de que fue orden de Pablo Escobar o de los jefes paramilitares que investigaba.